# Santiago Acapa
Santiago Acapa es una localidad de México localizada en el municipio de Tlahuiltepa en el estado de Hidalgo.

## Geografía
Se encuentra en la región geográfica de la Sierra Alta. Le corresponden las coordenadas geográficas 20° 54’ 08.221” de latitud norte y 98° 54’ 05.766” de longitud oeste, con una altitud de 1878 m s. n. m. Cuenta con un clima templado subhúmedo con lluvias en verano, de menor humedad.
En cuanto a fisiografía se encuentra en la provincia de la Sierra Madre Oriental, dentro de la subprovincia del Carso Huasteco; su terreno es de sierra. En lo que respecta a la hidrografía se encuentra posicionado en la región del Pánuco, dentro de la cuenca del río Moctezuma, y en la subcuenca del río Amajac.

## Demografía
En 2020 registró una población de 613 personas, lo que corresponde al 6.75 % de la población municipal. De los cuales 288 son hombres y 325 son mujeres.
| Gráfica de evolución demográfica de Santiago Acapa entre 1900 y 2020                         |
|                                                                                              |
| Población de los censos y conteos del Instituto Nacional de Estadística y Geografía (INEGI). |